# توني ستريكلاند
توني ستريكلاند هو سياسي أمريكي، ولد في 17 فبراير 1970 في Fort Ord ‏ في الولايات المتحدة. نشط حزبياً في الحزب الجمهوري. وقد انتخب عضو مجلس ولاية كاليفورنيا ‏ وانتخب عضو جمعية ولاية كاليفورنيا ‏.